# Kutry desantowo-szturmowe typu Stridsbåt 90H
Stridsbåt 90H, również Strb 90H; CB 90 – seria szwedzkich kutrów desantowo-szturmowych opracowanych na potrzeby szwedzkiej marynarki wojennej w latach 90. XX wieku przez spółkę Dockstavarvet. Łącznie wybudowano około 250 jednostek. Większość jednostek użytkowana jest przez szwedzką flotę, jednak znalazły odbiorców zagranicznych w kilku innych państwach z różnych części świata.

## Zamówienie i budowa
Pod koniec lat 80. XX wieku szwedzka marynarka wojenna rozpoczęła prace mające na celu opracowanie i pozyskanie następcy używanych wówczas kutrów desantowych typu Transportbåt Större (TpbS 200). Wprowadzone na początku lat 60. jednostki były już relatywnie przestarzałe i mocno wyeksploatowane. Kutry TpbS 200 były typowymi lekkimi jednostkami desantowymi, mogącymi zabrać na pokładzie nawet czterdziestu żołnierzy. Jednostki długie były na 21 metrów, ważyły 31 ton oraz osiągały prędkość 20 węzłów. Desant przebywał wewnątrz kutrów, zaś opuszczał je poprzez specjalnie zaprojektowane włazy.
Podobnego rozwiązania oczekiwano na następcy wiekowych jednostek. Przy czym miały być to jednostki mniejsze, szybsze i bardziej manewrowe oraz nieograniczające się jedynie do udziału w operacjach desantowych. W 1988 roku zwycięzcą postępowania ogłoszono spółkę Dockstavarvet. Firma w 1989 roku dostarczyła dwie prototypowe jednostki noszące numery 801 i 802 oraz nazwy własne „Helge” i „Helga”.
Projektanci w odpowiedzi na wymagania stworzyli stosunkowo niewielkie jednostki, zdolne jednak do operowania w trudnych warunkach atmosferycznych. Dzięki napędowi składającemu się z silników wysokoprężnych, napędzających pędniki strugowodne, kutry osiągały wysoką prędkość maksymalną przy jednocześnie dużej zwrotności.
Do 1990 roku trwała seria prób morskich, po czym szwedzki resort obrony w czerwcu tego samego roku złożył zamówienie na dostawę 120 kutrów, które otrzymały wówczas oznaczenie Stridsbåt 90H. Równolegle zakontraktowano partię około pięćdziesięciu dwóch pomniejszonych kutrów typu pod oznaczeniem Stridsbåt 90E.
Kutry Stridsbåt 90H wykorzystywane są do operacji desantowych, patrolowania wód przybrzeżnych, wsparcia operacji specjalnych oraz misji uderzeniowych. Producent szybko wprowadził kutry do sprzedaży dla innych odbiorców zagranicznych, pod oznaczeniem CB 90 (Combat Boat 90).

## Konstrukcja
Kutry desantowo-szturmowe typu Stridsbåt 90H długie są na 14,9 metra, zaś maksymalna szerokość wynosi 3,85 metra. Wyporność maksymalna wynosi 18 ton. Niewielkie zanurzenie wynoszące jedynie 80 centymetrów pozwala operować na płytkich wodach przybrzeżnych.
Napęd składa się z dwóch silników wysokoprężnych Scania DSI14 V8 o mocy 625 koni mechanicznych każdy. Oba motory napędzają dwa pędniki wodnoodrzutowe. Ułatwia to operowanie na płytkich wodach, przekładając się jednocześnie na wysoką zwrotność i dużą prędkość maksymalną wynoszącą 40 węzłów. Zasięg maksymalny wynosi 240 mil morskich przy prędkości 20 węzłów. Załoga jednostek składa się z trzech osób. Maksymalnie mogą przyjąć od osiemnastu do dwudziestu jeden żołnierzy desantu.
W dziobowej części kutrów i śródokręciu ulokowany jest przedział desantowy oraz ładownia, mogąca przyjąć do 4,5 tony ładunku. Desant opuszcza kutry przez specjalnie zaprojektowaną wąską rampę dziobową. W środkowej części jednostek ulokowano sterówkę. W części rufowej kadłuba znajduje się przedział napędowy. Uzbrojenie składa się bazowo ze stanowiska za sterówką dla karabinu maszynowego lub granatnika automatycznego. Ilość oraz rozmieszczenie uzbrojenia jest jednak konfigurowalne w zależności od specyfiki realizowanych działań.

## Użytkownicy

### Aktualni:
- Szwecja – głównym użytkownikiem jest Svenska marinen, dla której zamówiono łącznie 165 kutrów typu Stridsbåt 90H[4][5][6]. Kilka egzemplarzy wykorzystywanych jest przez policję wodną oraz morskie służby poszukiwawczo-ratownicze[2][7]. W marcu 2024 roku resort obrony zamówił osiem kutrów typu Stridsbåt 90HSM uzbrojonych w morską wersję moździerza NEMO[8], zaś pod koniec czerwca tego samego roku – dziesięć kurów CB90 Next Generation (CB90 NG)[9].

- Norwegia – Sjøforsvaret pozyskała w 1996 roku dwadzieścia kutrów w zmodyfikowanej do swoich wymagań odmianie oznaczonej jako SB90N. Norweskie jednostki są nieco większe od szwedzkich odpowiedników oraz ciężej uzbrojone. Zmodyfikowano również część wyposażenia[10].
- Meksyk – w latach 1999–2001 Armada de México kupiła czterdzieści kutrów w eksportowej odmianie CB90HMN. W 2002 roku Meksyk pozyskał licencję na budowę jednostek w lokalnych stoczniach. Projekt zmodyfikowano i oznaczono jako typ Polaris. Łącznie pozyskano dodatkowe ponad dwadzieścia lokalnie produkowanych kutrów typu CB 90[10].
- Grecja – w 1998 roku dostarczono trzy zmodyfikowane jednostki pod oznaczeniem CB90HEX dla greckiej straży wybrzeża[10].
- Malezja – w 1999 roku Malezja odkupiła z zasobów szwedzkiej floty cztery Strb 90H. W 2001 roku dokupiono kolejne dwanaście fabrycznie nowych CB90HEX[10].
- Stany Zjednoczone – w 2007 roku United States Navy zamówiła sześć kutrów CB90 zmodyfikowanych do roli jednostek dowodzenia. W amerykańskiej służbie otrzymały oznaczenie Riverine Command Boat. Głównie używane są do wsparcia operacji specjalnych na wodach przybrzeżnych i wewnętrznych[11].
- Ukraina – wywiad wojskowy Ukrainy używa trzech CB90 pozyskanych w 2024 roku[12]. W lutym 2024 roku szwedzki rząd zadeklarował przekazanie siłom zbrojnym Ukrainy łącznie około szesnastu kutrów CB90[13][14].

### Byli:
- Wielka Brytania – w 2011 roku Royal Navy wydzierżawiła z zasobów szwedzkiej floty cztery CB90 w celu przeprowadzenia testów. Po ich zakończeniu zostały zwrócone[15].

## Galeria

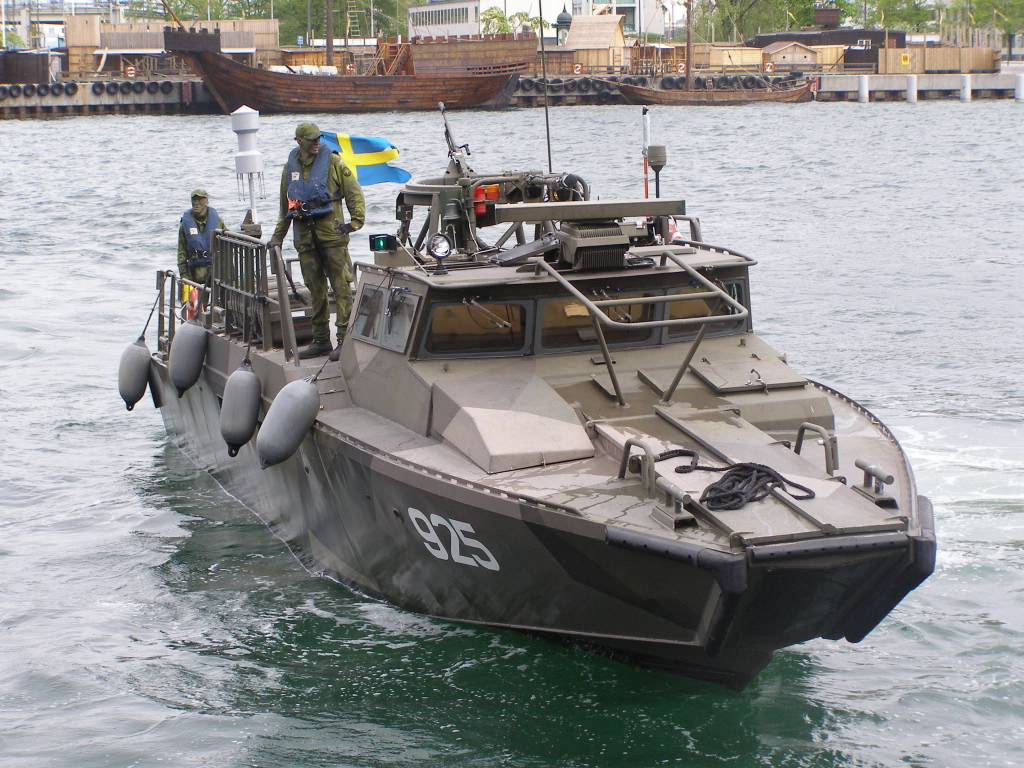
Stridsbåt 90H
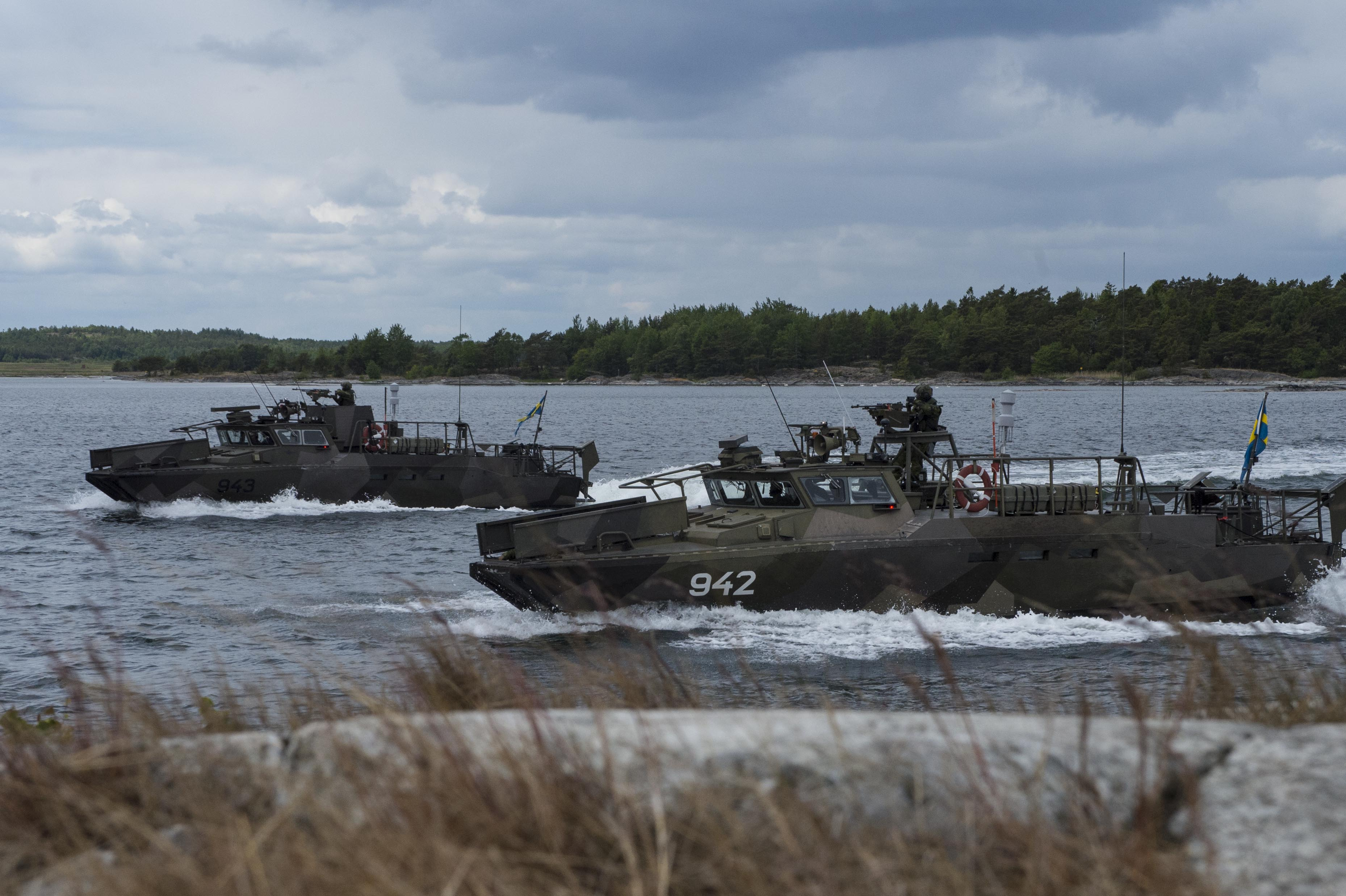
Para szwedzkich Stridsbåt 90. Dobrze widoczne są otwarte dziobowe włazy do wnętrza przedziału desantowego.
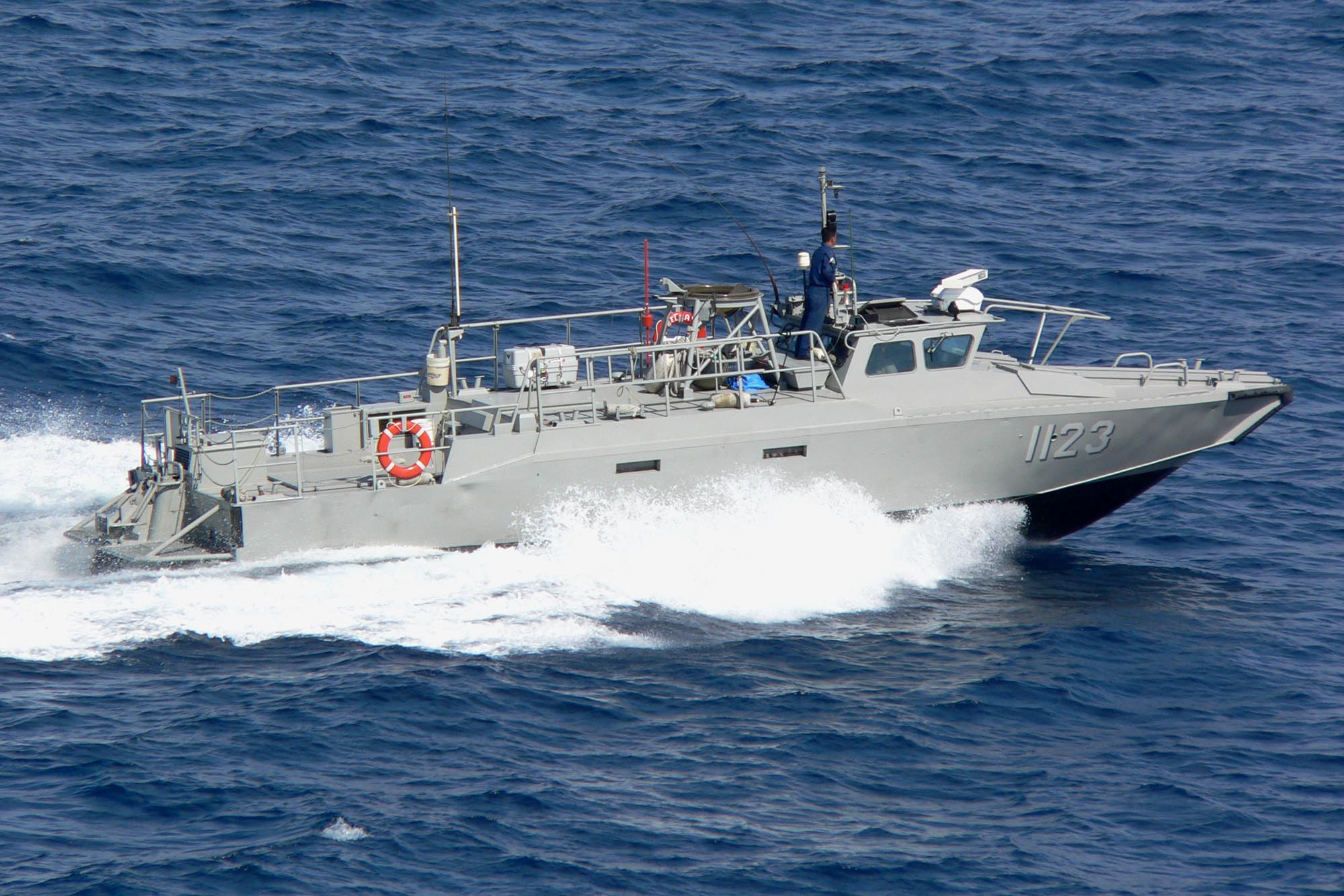
Kuter CB90 należący do marynarki wojennej Meksyku
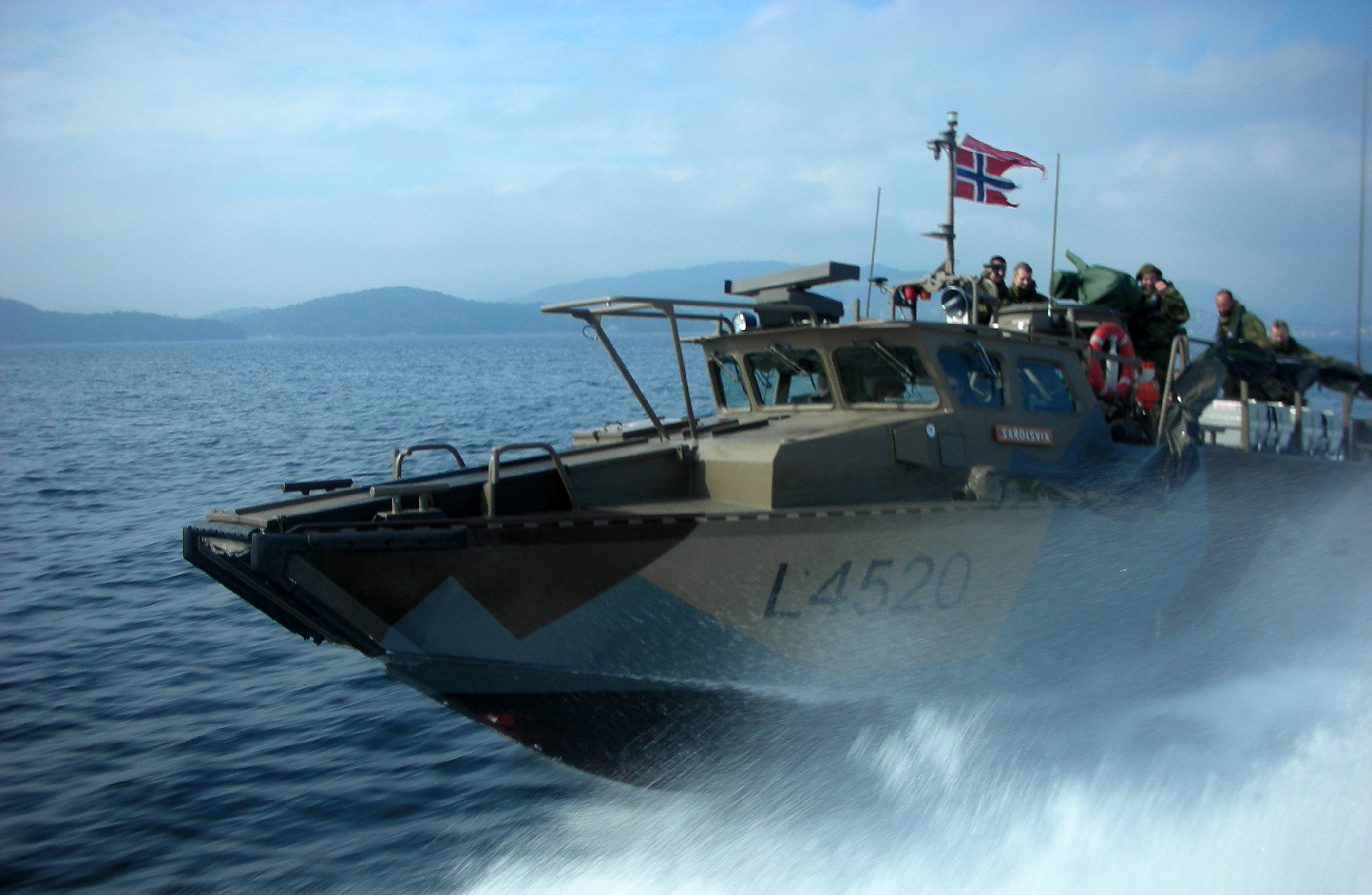
Norweski SB90N
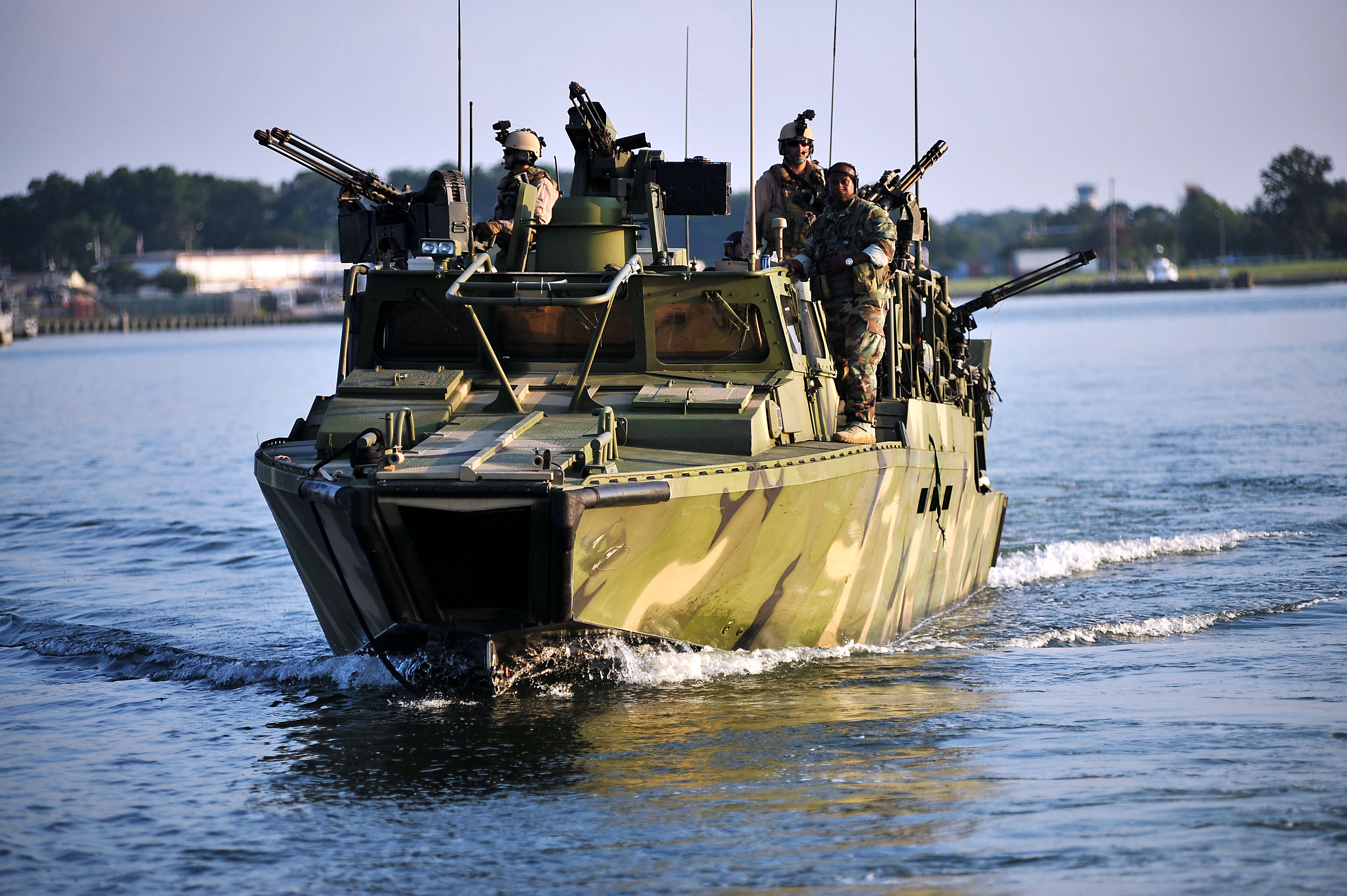
Amerykański Riverine Command Boat